# فابیان بول
فابیان بول (انگلیسی: Fabian Boll؛ زادهٔ ۱۶ ژوئن ۱۹۷۹) بازیکن فوتبال اهل آلمان است.
از باشگاه‌هایی که در آن بازی کرده‌است می‌توان به باشگاه فوتبال سن پائولی اشاره کرد.